# Paradrillia inconstans
Paradrillia inconstans é uma espécie de gastrópode do gênero Paradrillia, pertencente a família Horaiclavidae.